# Granit Xhaka
Granit Xhaka (ortografie albaneză; se pronunță: granit giaka; n. 27 septembrie 1992, Basel, Elveția) este un fotbalist elvețian, care joacă pe post de mijlocaș la Sunderland în Premier League. Pe plan internațional, are prezențe la națională pentru Elveția, Elveția U17⁠(d), Elveția U18⁠(d), Elveția U19⁠(d) și Elveția U21⁠(d).
Xhaka s-a născut în Basel, Elveția din părinți albanezi, Eli și Ragip Xhaka, veniți din Kuršumlija, RSF Iugoslavia. Tatăl său, Ragip, a fost prizonier politic. La vârsta de 22 de ani, ca student la Universitatea din Pristina, Ragip a participat la demonstrațiile studențești dinn 1968 din Iugoslavia împotriva guvernului central comunist de la Belgrad și, ca urmare, a fost condamnat la trei ani și jumătate de închisoare. Familia Xhaka s-a mutat din Podujevo, districtul Pristina, în Elveția, în 1990.
Fratele său mai mare, Taulant Xhaka, este și el un fotbalist profesionist și joacă pentru naționala Albaniei.

## Goluri internaționale
| #   | Data              | Stadion                                       | Oponent        | Scor | Rezultat | Competiția                                             |
| --- | ----------------- | --------------------------------------------- | -------------- | ---- | -------- | ------------------------------------------------------ |
| 1   | 15 noiembrie 2011 | Stade Josy Barthel, Luxemburg, Luxemburg      | Luxemburg      | 1–0  | 1–0      | Meci amical                                            |
| 2   | 15 august 2012    | Stadion Maksimir, Zagreb, Croația             | Croația        | 1–0  | 4–2      | Meci amical                                            |
| 3   | 7 septembrie 2012 | Stadion Stožice, Ljubljana, Slovenia          | Slovenia       | 1–0  | 2–0      | Calificările pentru Campionatul Mondial de Fotbal 2014 |
| 4   | 15 octombrie 2013 | Stade de Suisse, Berna, Elveția               | Slovenia       | 1–0  | 1–0      | Calificările pentru Campionatul Mondial de Fotbal 2014 |
| 5.  | 20 iunie 2014     | Itaipava Arena Fonte Nova, Salvador, Brazilia | Franța         | 2–5  | 2–5      | Campionatul Mondial de Fotbal 2014                     |
| 6.  | 27 martie 2015    | Swissporarena, Lucerna, Elveția               | Estonia        | 2–0  | 3–0      | Preliminariile Campionatului European de Fotbal 2016   |
| 7.  | 9 iunie 2017      | Tórsvøllur, Tórshavn, Insulele Feroe          | Insulele Feroe | 1–0  | 2–0      | Calificările pentru Campionatul Mondial de Fotbal 2018 |
| 8.  | 7 octombrie 2017  | St. Jakob-Park, Basel, Elveția                | Ungaria        | 1–0  | 5–2      | Calificările pentru Campionatul Mondial de Fotbal 2018 |
| 9.  | 27 martie 2018    | Swissporarena, Lucerna, Elveția               | Panama         | 2–0  | 6–0      | Meci amical                                            |
| 10. | 22 iunie 2018     | Kaliningrad Stadium, Kaliningrad, Rusia       | Serbia         | 1–1  | 2–1      | Campionatul Mondial de Fotbal 2018                     |
| 11. | 26 martie 2019    | St. Jakob-Park, Basel, Elveția                | Danemarca      | 2–0  | 3–3      | Preliminariile Campionatului European de Fotbal 2020   |
| 12. | 18 noiembrie 2019 | Victoria Stadium, Gibraltar                   | Gibraltar      | 6–1  | 6–1      | Preliminariile Campionatului European de Fotbal 2020   |

## Palmares
Basel
- Superliga Elvețiană: 2011, 2012
- Cupa Elveției: 2012
- Uhrencup: 2011
- Campion al Elveției la U-16: 2007–08[3]
- Cup Elveției la U-16: 2007–08[3]

Internațional
- Campionatul Mondial FIFA U-17: 2009
- Campionatul European Under-21

Finalist: 2011
Individual
- Credit Suisse Youth Player of the Year: 2012[4]